# Casa Mazzotti
Casa Mazzotti è un edificio nella città di Albissola Marina in viale Matteotti, 25.
È uno dei pochi esempi di edificio di architettura futurista giunto intatto sino ad oggi. Interamente progettata e realizzata secondo le direttive del progettista, nel corso degli anni non ha subito modifiche o superfetazioni e ancora oggi ospita la proprietà e l'archivio documentale dell'artista Tullio d'Albisola. 
Voluto da Tullio d'Albisola come propria abitazione, laboratorio e negozio, l’edificio è stato progettato dall'architetto bulgaro Nicolay Diulgheroff e costruito tra il 1930 e il 1934.

## Il progetto
La villa, coi suoi volumi geometrici colorati e aggregati secondo le varie funzioni, è un tipico esempio di architettura futurista. 
Molti particolari ne evidenziano lo stile dinamico voluto dal futurismo: le pensiline all'ingresso del negozio e nella facciata della residenza, le finestre ampie dell'abitazione e quelle curve del vano scala, le numerose ringhiere metalliche, il gioco armonico di luci ed ombre, le parti tonde del corpo scala e del negozio, gli aggetti che incorniciano le aperture e gli angoli tondi. 

Sono invece d’impronta razionalista la proporzione dei volumi e la divisione degli stessi secondo le funzioni per cui la villa è stata costruita: abitazione, laboratorio per le ceramiche e annesso negozio per l'esposizione e la vendita.
La vicinanza della spiaggia ha ispirato l'architetto per la scelta dei colori e così scriveva il 26 luglio 1932: "ho scelto tre toni: paglierino (quasi bianco) per l'avancorpo del negozio che spicchi bene nel complesso plastico della casa d'abitazione, invece in tinta grigio blu, sulla quale la torre della scala, che si incastra nel blocco centrale, è tinteggiata tutta in giallo terra o viceversa."

## L'edificio oggi

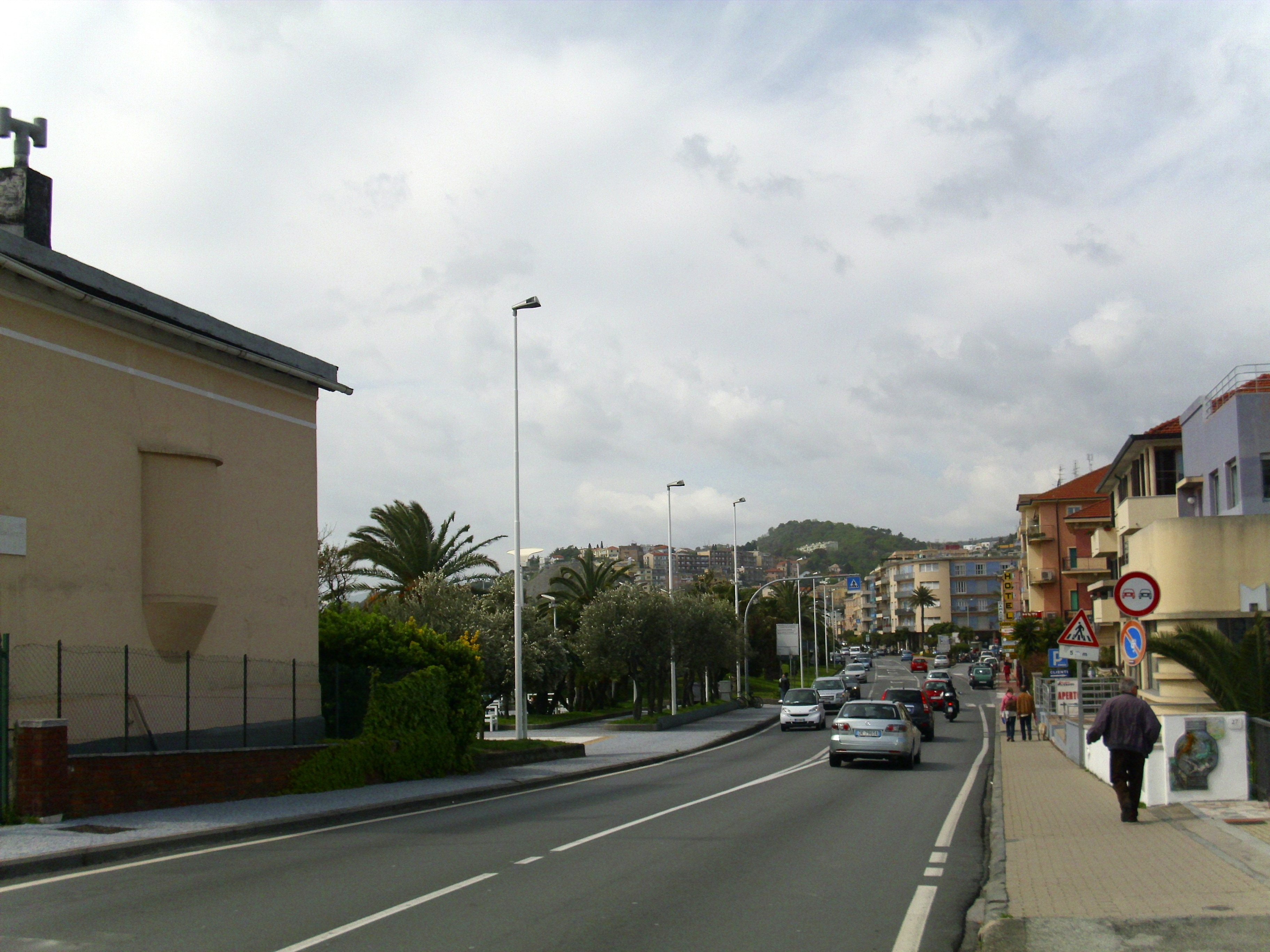
Parte di casa Mazzotti è visibile all'estrema destra

Solamente l'interno dell'abitazione è stato trasformato per adattarlo alle esigenze abitative odierne, mentre il negozio ed il corpo scala sono stati mantenuti nell'aspetto originale, sia per quanto concerne il disegno della pavimentazione in graniglia che per l'arredamento; gli scaffali e gli espositori del negozio disegnati da Diulgheroff e il colore grigio originale dei ripiani sono stati mantenuti.